# Iridologia

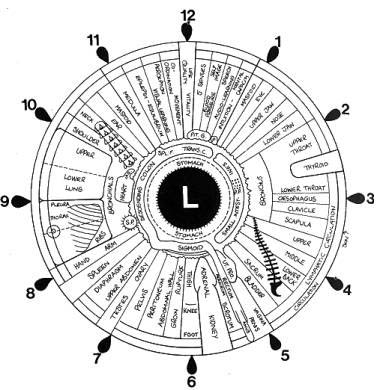
Mapa da Íris

A iridologia (também conhecida como iridodiagnose ou irisdiagnose) é uma prática pseudocientífica de medicina alternativa cujos proponentes afirmam que os padrões, cores e outras características da íris podem ser examinados para determinar informações sobre a saúde sistêmica do paciente. Os praticantes apresentam suas observações em mapas da íris, que a dividem em zonas que correspondem a partes específicas do corpo humano. Iridologistas veem os olhos como "janelas" sobre o estado de saúde do corpo.
Iridologistas afirmam que podem utilizar os mapas para distinguir entre os sistemas e órgãos saudáveis do corpo daqueles que estão hiperativos, inflamados ou estressados. Iridologistas reivindicam que esta informação demonstra a suscetibilidade do paciente a determinadas doenças, reflete problemas anteriores ou prevê futuros problemas de saúde.
Contrária à medicina baseada em evidências, a iridologia não é suportada por pesquisas científicas de qualidade, sendo amplamente considerada como uma pseudociência. As características da íris são uma das mais estáveis características do corpo humano ao longo da vida. A estabilidade da sua estrutura, é o fundamento da tecnologia biométrica que utiliza o reconhecimento da íris [en] para fins de identificação.
Em 1979, Bernard Jensen, um líder iridologista estadunidense, e outros dois iridologistas, falharam em estabelecer as bases de sua prática quando examinaram as fotografias dos olhos de 143 pacientes, em uma tentativa de determinar quais tinham doenças renais. Desses pacientes, 48 tinham sido diagnosticados com doença renal, enquanto o restante, apresentava função renal normal. Com base na análise da íris dos pacientes, os três iridologistas não foram capazes de distinguir quais pacientes tinham doença renal dos que estavam saudáveis.

## História
O hábito de examinar os olhos de uma pessoa para ajudar a avaliar a sua saúde existe pelo menos desde a antiga Grécia. A primeira descrição de princípios da iridologia como homolateralidade é encontrada na Chiromatica Medica, obra publicada em 1665 por Philippus Meyeus (Philip Meyen von Coburg). Trinta anos mais tarde, em 1695, mais um livro surgiu, intitulado "Os olhos e seus sinais", de autoria de Cristian Haertls.
O primeiro uso da palavra Augendiagnostik ("diagnóstico do olho"), é atribuído a Ignatz von Péczely, um médico húngaro do século XIX. A história mais comum sobre como o método foi criado é a de que von Péczely encontrou linhas na íris de um paciente que estava tratando de uma fratura na perna que eram muito semelhantes às de uma coruja cuja pata von Péczely havia quebrado anos antes (no entanto, essa história foi desmascarada como falsa pelo sobrinho do mesmo, August von Péczely, no primeiro congresso internacional de iridologia).
Outros nomes importantes na história da iridologia foram o pastor alemão Felke, que no início do século XX descreveu novos sinais iridológicos, desenvolveu uma forma de homeopatia para doenças específicas e fundou o Instituto Felke; Bernard Jensen, um quiroprata norte-americano que popularizou a prática nos Estados Unidos, defendia o uso de alimentos naturais para desintoxicação e dava aulas sobre iridologia.

## Escolas de Iridologia
1. Iridologia Alemã: A Iridologia foi sistematizada na Alemanha há cerca de quatro séculos. O primeiro livro que citou esse sistema foi “Chiromantia Medica” de Phillipus Meyens em Dresden, Alemanha, no ano de 1670.[13]
2. Iridologia Método RayId: Abrange aspectos psíquicos, classifica quanto à introversão e analisa padrões de relacionamento a partir da análise das íris. Foi estipulado por Denny Johnson nos Estados Unidos por volta de 1980 e nasceu da observação e categorização de sinais estruturais e adquiridos.[14]
3. Iridologia Método Jensen: É um método também americano, criado na segunda metade do século XX pelo médico nutrólogo Dr. Bernard Jensen. Nele, a íris além de permitir o conhecimento dos órgãos mais fracos, também é indicativa de métodos terapêuticos adequados para promover saúde e qualidade de vida através de medidas simples como a ergometria e a ingestão de nutrientes pela alimentação.[15]
4. Olhodiagnose Chinesa: Segundo os Clássicos de Medicina Chinesa,[16][17] e[18] a prática de examinar os olhos para apontar quais males estão acometendo o indivíduo é feito há cerca de 5 mil anos. A acupuntura há muito tempo lança mão desse método para agregar dados na anamnese que antecede a prática de tratamento.

## Iridologia e ciência
Poucos pesquisadores investigaram cientificamente os fundamentos da iridologia. Em um estudo publicado na revista Medical Hypotheses, um grupo tentou explicar os parâmetros observados na transparência da íris que distribui luz na ora serrata (borda da retina ótica) postulando a chamada functio ocularis systemica, baseada na qual tentaram desenvolver o método terapêutico terapia de luz trans-iridal, mas não houve nenhuma confirmação independente da teoria ou da terapia. Também tentou-se desenvolver imagens computadorizadas da íris com o objetivo de aprimorar o diagnóstico.
Alguns estudos procuraram analisar a validade da iridologia como método diagnóstico. Em 1979, um grupo de pesquisadores utilizou diapositivos de 143 pacientes, sendo 95 saudáveis, 24 com doença renal leve e 24 com nefropatia severa, que foram sequencialmente analisados por três iridologistas que separadamente procuraram diagnosticar doença e gravidade. Os diagnósticos foram incorretos na grande maioria dos casos e praticamente não houve concordância entre os iridologistas. Outro estudo com método semelhante, utilizando pacientes saudáveis e portadores de colecistopatia, obteve os mesmos resultados. Em ambos, os iridologistas consentiram em participar do estudo, concordaram com o método e tiveram a possibilidade de excluir as fotografias que considerassem de qualidade insuficiente para avaliação.
Ernst, 2000, analisou a literatura científica disponível até o momento sobre o estudo da iridologia, um total de 77 artigos publicados. Todos os estudos realizados sem controle e vários dos realizados (sem lado cego), portanto de baixa qualidade em termos de metodologia científica, sugeriam que a iridologia seria uma ferramenta diagnóstica válida. Sobre os únicos 4 estudos com metodologia científica correta, concluiu: "Em conclusão, poucos estudos controlados com avaliação cega sobre validade diagnóstica foram publicados. Nenhum encontrou qualquer benefício da iridologia. Como a iridologia tem o potencial de causar dano pessoal e econômico, pacientes e terapeutas deveriam ser desencorajados de utilizá-la."
No entanto, outro levantamento feito posteriormente por Salles, encontrou cerca de 120 trabalhos que citam a Iridologia como ferramenta de diagnose complementar. Para uma análise mais profunda foram considerados 25 artigos de bases científicas indexadas, dos quais 14 apresentam conclusões a favor da Iridologia e 11 se colocam contra, segundo Salles.

## Possíveis danos
Erros médicos—tratamentos para as condições diagnosticadas através deste método, que na verdade, não existem e produzem falsos positivos [en] ou uma falsa sensação de segurança quando uma doença grave não é diagnosticada pelo método, por falso negativos, podendo levar a tratamentos inadequados, atrasando tratamentos adequados e até mesmo à perda de vidas.